# NGC 968
NGC 968 é uma galáxia elíptica (E) localizada na direcção da constelação de Triangulum. Possui uma declinação de +34° 28' 50" e uma ascensão recta de 2 horas, 34 minutos e 06,1 segundos.
A galáxia NGC 968 foi descoberta em 5 de Dezembro de 1879 por Édouard Jean-Marie Stephan.